# Cameron Highlands

Cameron Highlands läge i delstaten Pahang.

Cameron Highlands är ett distrikt i delstaten Pahang, Malaysia. Distriktet har 38 471 invånare (2010). Detta är också en sommarutväg.